# 言語共同体
言語共同体（げんごきょうどうたい）とは、言語の使用に関する規範と予測を共有する人びとの集団。

## 概要
言語共同体を形成しえる主体には、特殊な専門用語を使用する職業に従事するもの、学生やヒップホップのファン（黒人英語の項を参照）などといった特徴を持つ社会集団、あるいは家族や友人といった結束を持つ集団がある。くわえてインターネットコミュニティといった、メディアを通じて形成される共同体もまた言語共同体を構成することがある。言語共同体の構成員はその集団特有の目的や優先事項を達成するために俗語や隠語を作り出すことがある。

## 定義
厳密には、「言語共同体」という語句をどのように定義するかについては論議されている。言語共同体の定義は以下のようなものの重要性の度合いの変化に影響する傾向がある。
- 共有されている共同体参加の仕方
- 共有されている言語コミュニケーション

しかしながらこれらの相対的な重要性と正確な定義もまた変化する。言語共同体は「実在する」共同体、たとえば同じ地域（都市や近所）で生活する人びとの集団でなければならないと主張する立場がある一方で、近年では、実際にはすべての人が複数の共同体（居住する地域、職業、性別、階級、宗教など）に属しているため、同時に複数の言語共同体に参加していることになるという説が提唱されている。
同様に、共有されている言語コミュニケーションがもたらすものもまた変化しえる概念である。第1言語（方言を含む）が共有されていることが欠かせないと唱える立場がある一方で、コミュニケーションや相互交流する能力（言語の障壁を越える場合も含む）が重要であるとする立場もある。
これら両者の根本にある概念は、同一の言語共同体の構成員は言語規範を共有するものであるということである。すなわち、構成員は自らが属する共同体において言語の多様さについての理解、価値観、考え方を共有するということである。言語共同体の正確の定義は議論される一方で、言語共同体という概念が言語の変異と変化を研究するうえで、決定的とはいえないまでも、おおいに有用であるということについては幅広く意見が一致している。
（この概念にある変異のことをコード・スイッチングという。コード・スイッチングは2以上の言語を話す話者の間で、会話の内容や語用によって切り替えているという場面で見られる）

## 概念についての沿革
言語学的分析の対象として言語共同体という概念が取り入れられて行ったのは1960年代のことであった。この動きの発端となったのがウィリアム・ラボフによる研究であり、ラボフによるニューヨーク市とマーサズ・ヴィニヤードにおける言語変異についての研究は社会科学としての社会言語学の土台を築いた。ラボフの研究は階級と職業が言語共同体（研究ではマーサズ・ヴィニヤードという共同体）内における言語変異に明確な関わりを持っているだけでなく、社会経済上の願望や流動性もまた大きな重要性を持つということを示した。
ラボフの研究より前のものでもっとも近接する言語学の分野であったのが方言学であり、方言学は異なる方言の間での言語変異を研究するものである。方言学の応用で最初に挙げられるのが、物理的な社会流動性が殆どない地方の共同体におけるものである。この為、社会言語学や言語共同体という概念が登場するまでは都市部における言語変異を示す枠組みはなく、社会言語学や言語共同体という概念は地方と都市部の共同体の双方に当て填められる。
1960年代以降、言語共同体がどのように機能しているのかという事についての知識が深められて行き、またその知識を用いることが広められて行くような数多くの研究が成されて来た。言語共同体について研究して来た著名な社会言語学者にはウィリアム・ラボフ、ジョン・ガンパーズ、レズリー・ミルロイ、ロビン・レイコフ、ペネロープ・エッカートがいる。

## 言語変異
言語共同体という概念は、もっぱら言語の変異と変化についての分析単位を定義する手段として用いられる。文体の特性は集団の社会経済上の地位、共通の利益、集団の内部においてやそれよりも大きい社会によって想定される儀礼の水準などの要因によって、言語共同体の間で異なっている。